# Schradera negrensis
Schradera negrensis là một loài thực vật có hoa trong họ Thiến thảo. Loài này được Suess. miêu tả khoa học đầu tiên năm 1943.